# Dabus
Pour le système d'intelligence artificielle, voir DABUS.
Le Dabus est une rivière éthiopienne, longue d'environ 200 km, qui se jette dans le Nil Bleu. Il est parfois confondu avec le Yabus, affluent du Nil Blanc au Soudan. 
Son cours définit en partie la frontière entre les régions éthiopiennes du Benishangul-Gumuz et d'Oromia, ainsi que celle entre les zones d'Asosa et de Kamashi à l'intérieur de la région Benishangul-Gumuz. 